# Phare de Stawa Młyny
Le phare de Stawa Młyny – est une balise en forme de moulin à vent servant de  phare situé sur le bras de mer Świna à Świnoujście (Voïvodie de Poméranie occidentale - Pologne).
Ce phare est sous l'autorité du Bureau maritime régional (en polonais : Urząd Morski (pl)) de Szczecin.

## Description
Ce repère maritime de 10 m, en forme de moulin à vent, a été construit en 1873-74, en bout du brise-lames ouest de la Świna, lors de la modernisation de l'embouchure. Il est peint en blanc et a un toit noir. Il agit comme signal maritime pour les navires entrant au port de Świnoujście. C'est un feu à occultations qui émet un éclat blanc de 2.5 secondes toutes les 10 secondes, visible jusqu'à 30 kilomètres. C'est le feu avant d'entrée de port qui est coordonné avec le feu arrière.
Stawa Młyny est le symbole de la ville de Świnoujście, faisant partie du logo officiel de la ville. C'est une attraction touristique de la région.
Identifiant : ARLHS : POL028 -Amirauté : C2670 - NGA : 6124 .

## Caractéristique dufeu maritime
- Fréquence sur 10 secondes :
  - Lumière : 2.5 secondes
  - Obscurité : 7.5 secondes

|           |
| Le phare. |

|                       |
| L'entrée de la Świna. |

|                         |
| Le phare. Juillet 2019. |